# Stolen Moments: The Lady Sings... Jazz and Blues
Stolen Moments: The Lady Sings... Jazz and Blues è un album dal vivo della cantante statunitense Diana Ross, pubblicato nel 1993.

## Tracce
1. Fine and Mellow - 2:58
2. Them There Eyes - 3:42
3. Don't Explain - 4:48
4. What a Little Moonlight Can Do - 3:46
5. Mean to Me - 2:41
6. Lover Man - 5:01
7. Gimme a Pigfoot (And a Bottle of Beer) - 3:31
8. Little Girl Blue - 3:21
9. There's a Small Hotel - 2:47
10. I Cried for You - 6:38
11. The Man I Love - 5:13
12. God Bless the Child - 6:13
13. Love Is Here to Stay - 2:18
14. You've Changed - 2:59
15. Strange Fruit - 3:31
16. Good Morning Heartache - 5:02
17. Ain't Nobody's Business If I Do - 2:44
18. My Man - 3:54
19. Fine and Mellow (Reprise) - 2:06